# Hilal Saeed
Hilal Saeed (sinh ngày 24 tháng 3 năm 1982) là một cầu thủ bóng đá người Các Tiểu vương quốc Ả Rập Thống nhất thi đấu ở vị trí hậu vệ cho Al-Fujairah.

## Sự nghiệp câu lạc bộ
Hilal được chuyển đến Al-Ain từ Al-Fujairah năm 2007, và nhanh chóng có mặt trong đội hình xuất phát suốt mùa giải và thi đấu ấn tượng. Không chỉ Hilal cải thiện khả năng phòng thủ, và cả tấn công giúp anh có thể trợ giúp trong những pha cố định nhờ khả năng đánh đấu. Bàn thắng duy nhất của anh cho Al-Ain là vào lưới đối thủ kình địch Al-Wahda.